# 平井道子
平井 道子（ひらい みちこ、1935年〈昭和10年〉9月9日 - 1984年〈昭和59年〉7月3日）は、日本の女優、声優。東京都出身。テアトル・エコー所属。

## 来歴
10歳頃からNHK専属の童謡歌手として活動。フェリス女学院短期大学声楽科卒業。熊倉一雄に誘われて1957年にテアトル・エコーへ入団。
1984年7月3日、急性心不全のため東京都小金井市の三島診療所で死去。48歳没。声優としては死後4日後に放送された『ルパン三世 PARTIII』のミズ・ドラキュラ、女優としては同2か月後に放送された時代劇ドラマ『女殺油地獄』のお亀が遺作となった。

## 人物
劇団の看板女優として活動する傍ら、声優としても活動。フェイ・ダナウェイ、カトリーヌ・ドヌーヴを持ち役としていた。
夫は声優の中江真司。
大の麻雀好きであった。
特技は声楽。

## 後任
平井の死後、持ち役を引き継いだ人物は以下の通り。
| 後任・代役 | キャラクター名       | 概要作品             | 後任・代役の初担当作品                                                |
| ---------- | -------------------- | -------------------- | --------------------------------------------------------------------- |
| 坪井章子   | アイーダ             | 六神合体ゴッドマーズ | OVA『十七歳の伝説』                                                   |
| 上田みゆき | スターシャ           | 宇宙戦艦ヤマト       | 宇宙戦艦ヤマト 遥かなる星イスカンダル                                 |
| 野沢由香里 | イブ・マクヒューロン | 宇宙大作戦           | 第1シーズン「恐怖のビーナス」デジタルリマスター版追加収録部分         |
| 田中敦子   | カラ                 | 宇宙大作戦           | 第3シーズン「盗まれたスポックの頭脳」デジタルリマスター版追加収録部分 |
| 田中敦子   | マーラ               | 宇宙大作戦           | 第3シーズン「宇宙の怪!怒りを喰う!?」デジタルリマスター版追加収録部分  |
| 岡本麻弥   | キャシー             | ブリット             | WOWOW吹替補完版追加収録部分                                           |
| 小林優子   | ボニー・パーカー     | 俺たちに明日はない   | WOWOW吹替補完版追加収録部分                                           |
| 渡辺美佐   | ジーラ               | 新・猿の惑星         | WOWOW吹替補完版追加収録部分                                           |

## 出演作品（声優）

### テレビアニメ
1966年
- 魔法使いサリー（1966年 - 1968年、サリー）
- 鉄腕アトム (アニメ第1作)

1968年
- サスケ（サスケの母）

1969年
- 海底少年マリン（母の幻）
- ムーミン（1969年 - 1972年、ラグーナ、生命の精、王女様） - 2シリーズ

1970年
- ひみつのアッコちゃん第1期（あゆみ、少将）
- 魔法のマコちゃん（マコのママ、富田トミ子）
- いなかっぺ大将

1971年
- ゲゲゲの鬼太郎（第2作）（1971年 - 1972年）
- 原始少年リュウ（1971年 - 1972年、ラン）
- さすらいの太陽（香田美紀〈2代目〉）

1972年
- アニメドキュメント ミュンヘンへの道
- デビルマン
- ど根性ガエル（1972年 - 1973年）
- ルパン三世 (TV第1シリーズ)

1973年
- 新造人間キャシャーン（メリナ博士）
- ミクロイドS（オルガ）

1974年
- 宇宙戦艦ヤマト（1974年 - 1975年、スターシャ）
- 星の子チョビン（サギリ）

1975年
- 勇者ライディーン（リデア〈シュラガ〉）

1976年
- ろぼっ子ビートン（ネンネン）

1978年
- ルパン三世 (TV第2シリーズ)（1978年 - 1979年）

1979年
- 赤毛のアン（ミス・エバンズ）
- 宇宙戦艦ヤマト 新たなる旅立ち（スターシャ）
- シートン動物記 りすのバナー（キツツキ）
- 野ばらのジュリー（テレジア）

1980年
- 銀河鉄道999（女王）

1981年
- 家族ロビンソン漂流記 ふしぎな島のフローネ（アンナ・ロビンソン）
- 六神合体ゴッドマーズ（アイーダ）

1982年
- 怪物くん（アーシュラン）

1984年
- ルパン三世 PARTIII（ミズ・ドラキュラ）※遺作

### 劇場アニメ
1967年
- オールカラーで! 東映まんがまつり「魔法使いサリー」（夢野サリー）

1968年
- アンデルセン物語（ハンスの母）
- 東映まんがパレード「魔法使いサリー」（夢野サリー）

1973年
- 東映まんがまつり「魔法使いサリー」（夢野サリー）
- パンダの大冒険（フィフィ）

1974年
- きかんしゃやえもん D51の大冒険（リンリン）

1977年
- 宇宙戦艦ヤマト（スターシャ）

1982年
- 六神合体ゴッドマーズ（アイーダ）

### 吹き替え

#### 女優
フェイ・ダナウェイ
- アレンジメント/愛の旋律（グエン）※NET版
- オクラホマ巨人（リナ・ドイル役）※TBS版
- 俺たちに明日はない（ボニー・パーカー）※テレビ朝日版（DVD・BD収録）
- 華麗なる賭け（保険調査員ビッキー・アンダーソン）※TBS版、フジテレビ版（DVD・BD収録）
- コンドル（写真家キャシー）※テレビ朝日旧録版（BD収録）
- 三銃士（ミレディ）※テレビ朝日版（BD収録）
- タワーリング・インフェルノ（スーザン・フランクリン）※フジテレビ版（BD収録）
- 小さな巨人（ペンドレイク夫人）※TBS版
- チャンプ（アニー）※テレビ朝日版
- ドク・ホリデイ（ケート）※TBS版
- 四銃士（ミレディ）※テレビ朝日版（BD収録）
- ルーという女（ルー・アンドリアス・サンド）※TBS版

#### 映画・ドラマ
- 愛すべき女・女たち（シモーヌ・シニョレ）
- 赤い家（ストーム夫人〈オナ・マンソン〉）
- 赤ちゃんよ永遠に（キャロル〈ジェラルディン・チャップリン〉）
- アバランチエクスプレス（エルザ〈リンダ・エヴァンス〉）
- アメリカン・ヒーロー（シーラ〈クリスティン・ベルフォード〉）
- アラブの盗賊（モルジアナ〈サミア・ガマール〉）
- アリスのレストラン（アリス〈パット・クイン〉）
- アレキサンダー大王（バルシネ〈クレア・ブルーム〉）※NET版
- 居酒屋（ジェルヴェーズ〈マリア・シェル〉）※TBS版
- 緯度0大作戦（アン・バートン博士〈リンダ・ヘインズ〉）
- イブの三つの顔（ジョアン・ウッドワード）
- イルカの日（トリッシュ・ヴァン・ディヴァー）※テレビ朝日版（DVD収録）
- インテリア（イヴ〈ジェラルディン・ペイジ〉）
- ウィークエンド・ラブ（ヴィッキー〈グレンダ・ジャクソン〉）
- エマニエル夫人（ビー〈マリカ・グリーン〉）※テレビ朝日版（思い出の復刻版BD収録）
- エル・ドラド（シャーリーン・ホルト）※フジテレビ版
- オーメン2/ダミアン（アン・ソーン〈リー・グラント〉）※TBS版
- 黄金の七人 1+6 エロチカ大作戦（ココ〈ロッサナ・ポデスタ〉）
  - 続・黄金の七人/レインボー作戦
- おかしなおかしなおかしな世界（ドロシー・プロヴァイン）
- オデッサ・ファイル（マリア・シェル）
- 帰って来たテキサス野郎（ジョアン・ドルー）
- 顔のない男の呪い（ティナ〈エレイン・エドワーズ〉）
- 風と共に散る（マリリー〈ドロシー・マローン〉）※NET版
- カトマンズの男（アレクサンドリーヌ〈ウルスラ・アンドレス〉）※テレビ東京版
- カラマーゾフの兄弟（カテリーナ〈スヴェトラーナ・コルコーシコ〉）
- カンザスシティの爆弾娘（ジャッキー〈ヘレナ・カリアニオテス〉）※フジテレビ版
- キャンベル渓谷の激闘（ジーン〈バーバラ・マーレイ〉）
- 凶人ドラキュラ（スーザン・ファーマー）
- 巨大なる戦場（センタ・バーガー）
- 巨大クモ軍団の襲撃（ダイアン・アシュレイ〈ティファニー・ボーリング〉）
- キング・オブ・キングス（ヴィヴェカ・リンドフォース）
- 薬と女とピストル（アンヌ・ガエル）
- 暗くなるまでこの恋を（カトリーヌ・ドヌーヴ）
- 群盗荒野を裂く（マルティーヌ・ベズウィック）
- 決断の3時10分（フェリシア・ファー）
- 荒野のストレンジャー（キャリー〈マリアンナ・ヒル〉）※NET版
- コレクター（ミランダ〈サマンサ・エッガー〉）※NET版
- 殺しのテクニック（マリー〈ジョアンナ・ヴァレリ〉）※フジテレビ版
- 殺しの分け前/ポイント・ブランク（アンジー・ディキンソン）
- ザ・クレイジーズ/細菌兵器の恐怖（ジュディ〈レイン・キャロル〉）
- 砂塵（フレンチー〈マレーネ・ディートリヒ〉）※テレビ旧録版
- ザ・ディープ（ジャクリーン・ビセット）
- サムライ（ナタリー・ドロン）※NET版
- さらばバルデス（ジル・アイアランド）
- 猿の惑星シリーズ（ジーラ〈キム・ハンター〉）
  - 猿の惑星[17]※ソフト版
  - 続・猿の惑星[18]※TBS版、ソフト版（TBS版ではノバ〈リンダ・ハリソン〉の声も担当）
  - 新・猿の惑星[19]
- シージャック（バージニア・モンロー〈リー・グラント〉）
- シャーロック・ホームズの素敵な挑戦（ヴァネッサ・レッドグレイヴ）
- ジャッカルの日（デニース〈オルガ・ジョルジュ＝ピコ〉）※日本テレビ版（思い出の復刻版ブルーレイに収録）
- 情報将校アパッチ（キャロル・ベイカー）
- 新・悪魔の棲む家（キャロライン・アーノルド博士〈ジョアンナ・ペティット〉）
- ジンギス・カン（ボルテ〈フランソワーズ・ドルレアック〉）※TBS版
- 紳士協定（ドロシー・マクガイア）
- スカイ・ハイ（キャロライン・ソーン〈ロス・スパイヤーズ〉）
- スタア誕生（エスター〈ジュディ・ガーランド〉）※フジテレビ版
- スターロスト宇宙船アーク「恐怖の巨大ミツバチ」（ヘザー〈アントワネット・バウアー〉）
- スパイ大作戦（トレーシー〈リー・メリウェザー〉）
- 077　地獄の挑戦状（コンスタンス〈イブリン・スチュワート〉）
- 戦争と友情（アニー・デュプレ）
- 戦争と平和（マリア〈アントニナ・シュラーノワ〉）※ビデオ版
- ソドムとゴモラ（イルディス〈ピア・アンジェリ〉）
- 大頭脳（ソフィア〈シルビア・モンティ〉）※日本テレビ版
- 大盗賊（イザベル〈オディール・ヴェルソワ〉）※ビデオ版
- 弾丸を噛め（キャンディス・バーゲン）
- ダンディー少佐（テレサ〈センタ・バーガー〉）※TBS版
- 探偵物語（エリノア・パーカー）
- 血と砂（ドーニャ・ソル〈リタ・ヘイワース〉）
- 追跡（ナンシー〈パトリシア・ヒューストン〉）
- ディミトリアスと闘士（メッサリナ〈スーザン・ヘイワード〉）
- テキサス（ローズマリー・フォーサイス）※NET版（特別版DVD収録）
- デモン・シード（ジュリー・クリスティ）
- 逃亡地帯（アンジー・ディキンソン）※TBS版
- ドクター・ホイットマン
  - 第1話「メタドン療法」（キャロライナ）
- ドノバン珊瑚礁（ドロシー・ラムーア）テレビ東京版
- ドラブル（アレックス・タラント〈ジャネット・サズマン〉）
- どん底（ジェニー・アストル）
- ハスラー（パイパー・ローリー）DVD版
- 裸足で散歩（コリー・ブラッター〈ジェーン・フォンダ〉）※東京12チャンネル版
- ハタリ!（ブランディ）
- パニック・イン・スタジアム（ジーナ・ローランズ）日本テレビ版
- バラキ （マリア〈ジル・アイアランド〉）※テレビ朝日版（DVD収録）
- 薔薇のスタビスキー（アルレッテ〈アニー・デュプレ〉）
- パリは燃えているか（フランソワーズ〈レスリー・キャロン〉）
- 必殺の用心棒（ソルダード・ミランダ）
- 昼顔（カトリーヌ・ドヌーヴ）
- 不意打ち（ジェニファー・ビリングズリー）
- ブリット（キャシー〈ジャクリーン・ビセット〉）
- ブレイクアウト（アン・ワグナー〈ジル・アイアランド〉[20]）
- ベイルート作戦　危機突破（リズ〈ドミニク・ポシェロ〉）
- ぼくの伯父さん（ドミニク・マリー）※NHK版
- 誇り高き男（ヴァージニア・メイヨ）※TBS版
- ポセイドン・アドベンチャー（リンダ・ロゴ〈ステラ・スティーヴンス〉）LD版
- マックQ（ダイアナ・マルドア）
- 幻の馬（ルネ・フォール）
- 幻の惑星（レアラ〈コリーン・グレイ〉）
- 南から来た用心棒（ジェーン〈コリンヌ・マルシャン〉）
- 盲目ガンマン（マグダ・コノプカ）
- マペット・ショー（キャンディス・バーゲン）
- 名探偵再登場（マデリーン・カーン）
- 奴らを高く吊るせ!（インガー・スティーヴンス）
- 柔らかい肌（ローランス・バディ）
- 夕陽に立つ保安官（ジョーン・ハケット）
- 夕陽よ急げ（ジェーン・フォンダ）
- 夜は帰って来ない（ローズマリー〈ジル・セント・ジョン〉）
- ラ・ブーム（ブリジット・フォッセー）
- ルビイ（ジェニファー・ジョーンズ）
- レニー・ブルース（ヴァレリー・ペリン）
- 鷲と鷹（ノーラ〈マリー・ゴメス〉）

#### アニメ
- 101匹わんちゃん（クルエラ・ド・ビル）
- スヌーピーとチャーリー（ルーシー）
- スヌーピーの大冒険（ルーシー）
- ロビン・フッド（レディ・クラック）※劇場公開版

### 人形劇
- 空中都市008（大原月子〈チコ〉）
- 劇団飛行船マスクプレイミュージカル
  - ブレーメンの音楽隊（ミーナの声）
- ペペとミミ（ペペ）

### ドラマ
- 宇宙人ピピ
- チビラくん（星の声）※第7話
- ミラーマン パイロット版（鏡霧子の声）
- ミラーマン（ドクロの女インベーダーの声）※第43話、ノンクレジット
- 緊急指令10-4・10-10（スペードのクイーンの声）※第8話、ノンクレジット
- 素浪人天下太平（小鳥の声）
- ライオン奥様劇場・片隅の二人（ナレーション）
- 熱中時代 教師編第2シリーズ 第33話「雪国の熱中先生」（1981年、日本テレビ） - 女の声

### 日本映画
- 緯度0大作戦（1969年、東宝 / ドン・シャーププロ） - アン・バートン（リンダ・ヘインズ）の声
- ゴルゴ13（1973年、東映） - キャサリン（プリ・バナイ）の声
- 極底探険船ポーラーボーラ（1977年、ランキン＝バス・プロ / 円谷プロダクション） - フランキー・バンズ（ジョン・バン・アーク）の声

### ラジオ
- ガラスの仮面（月影千草）

### CM
- ソニー トリニトロン カラーテレビ タコの赤ちゃん編（赤ちゃんタコの声、1973年）[21]

## 出演作品（俳優）
太字はメインキャラクター。

### テレビドラマ
- 忍者ハットリくん+忍者怪獣ジッポウ 第21話 - 大木
- 鬼平犯科帳 第64話「女の一念」 - おしま
- 怪人オヨヨ（1972年、NHK） - 母
- 風と雲と虹と
- 黒岩重吾シリーズ 水の中の砂漠
- 天下堂々（1974年、NHK） - 後半のレギュラー。すっぽんの市兵衛の妻女
- 土曜ドラマ 松本清張シリーズ・遠い接近（1975年、NHK） - 金井の奥さん
- 子連れ狼（第三部） 第14 - 16話（1976年、日本テレビ） - お初
- その人は今…（1976年、NHK） - 菅原朋子
- 黄金の日日 - みつ 役
- サインはV 第10話
- 太陽にほえろ! 第39話  - まち子
- 江戸の旋風
- 江戸の旋風Ⅱ
- ただいま放課後（第1シリーズ）第3話（1980年6月9日、フジテレビ）
- 松本清張シリーズ・棲息分布（1977年10月15日、NHK） - 倉田
- ママの卒業式
- 女殺油地獄（1984年9月29日放送） - お亀 ※遺作

### 映画
- 喜劇 だましの仁義（1974年、東宝） - 溶子
- 雨が好き（1983年、東宝）

### 舞台
- アニー（1978年版ハニガン役）
- マリリン・モンロー
- 日本人のへそ
- それからのブンとフン
- 道元の冒険
- 珍訳聖書
- 怪盗ママ
- ジンジャー・ブレッド・レディ

## 受賞歴
- 1983年 第18回紀伊國屋演劇賞（個人賞）（舞台『ジンジャー・ブレッド・レディ』）[4]